# Perseo l'invincibile
Perseo l'invincibile è un film del 1963 diretto da Alberto De Martino.

## Trama
La città di Argo è stata presa con un colpo di Stato, ordito dal tiranno Acrisio. Il giovane Perseo è il legittimo re al trono, ma non ne è ancora consapevole e nel frattempo si gode la vita da pastorello innamorandosi di Andromeda.
Ma Acrisio rapisce la fanciulla e Perseo corre in città dove scopre le sue origini dal padre Cefeo, cacciato appunto dall'usurpatore, e dalla madre.
Acrisio viene a sapere che Perseo è in città e così gli propone di andare ad uccidere la gorgone Medusa; l'eroe ci riesce grazie ad uno specchio e a una spada e ritorna per ricevere in premio il trono, ma Acrisio non ci sta. Scoppia così un violento scontro dove il tiranno morirà.